# Articuno
Articuno (フリーザー?, Furīzā) è un Pokémon base della prima generazione di tipo Ghiaccio/Volante. Il suo numero identificativo Pokédex è 144.
Ideato dal team di designer della Game Freak, Articuno fa la sua prima apparizione nel 1996 nei videogiochi Pokémon Rosso e Blu e compare inoltre nella maggior parte dei titoli successivi, in videogiochi spin-off, nella serie televisiva anime, nel Pokémon Trading Card Game e nel merchandising derivato dalla serie.
Insieme a Zapdos e Moltres è uno dei tre Pokémon leggendari di tipo Volante appartenenti alla prima generazione. I tre Pokémon hanno un ruolo centrale nel lungometraggio Pokémon 2 - La Forza di Uno e nel manga Pokémon - La grande avventura.
Alfredo, Savino e Baldo possiedono esemplari di Articuno. Il Pokémon condivide i suoi due tipi con il Pokémon della seconda generazione Delibird.
Articuno è uno dei primi quattro Pokémon apparsi nella collezione di t-shirt "Pokémon 151", dedicata ai Pokémon della prima generazione.

## Descrizione
Articuno forma un trio di Pokémon leggendari insieme a Zapdos e Moltres. 
Nella sua forma principale pare che viva sulle montagne innevate nelle aree coperte da permafrost, ed è perfettamente a suo agio tra i ghiacci. Quando vola raffredda l'aria intorno e congela l'umidità per produrre neve, creando bufere. Si dice appaia per atterrire chi si smarrisce sui ghiacciai e che le sue splendide ali azzurre siano composte di ghiaccio.
Nella sua forma di Galar, che assume il doppio tipo Psico/Volante, ha una personalità fredda e insensibile. È in grado di emettere un raggio che limita i movimenti del bersaglio e di creare affilate lame a forma di piuma con i suoi poteri psichici.

## Apparizioni

### Videogiochi
Nei videogiochi Pokémon Rosso e Blu, Pokémon Giallo, Pokémon Rosso Fuoco e Verde Foglia e Pokémon Oro HeartGold e Argento SoulSilver un esemplare di Articuno è presente all'interno delle Isole Spumarine.
In Pokémon Platino è possibile catturare Articuno nella regione di Sinnoh dopo aver parlato con il Professor Oak ad Evopoli.
Nei videogiochi Pokémon X e Y Articuno è presente nella regione di Kalos. È possibile incontrare il Pokémon leggendario all'interno dell'Antro Talassico se il Pokémon iniziale del protagonista è Chespin. In questi titoli può partecipare alle Lotte Aeree.
Articuno è presente, in Pokémon Mystery Dungeon: Squadra rossa e Squadra blu, sia come Pokémon utilizzabile, sia nei panni di rivale. È possibile reclutarlo solo dopo averlo sconfitto nella Foresta Glaciale. È inoltre presente nei videogiochi Pokémon Mystery Dungeon: Esploratori del tempo ed Esploratori dell'oscurità, all'interno del Monte Valanga.
Il Pokémon leggendario appare inoltre in Super Smash Bros. Melee, all'interno di una Poké Ball e come trofeo. Un'altra apparizione degna di nota è quella di Pokémon Snap.

### Anime
Articuno appare per la prima volta nel corso dell'episodio La fotografia (Freeze Frame) in cui viene fotografato da Todd Snap. Il Pokémon leggendario è inoltre uno dei protagonisti del lungometraggio Pokémon 2 - La Forza di Uno.
L'Asso Savino ha inoltre stretto amicizia con un esemplare del Pokémon. In Articuno, il Pokémon Leggendario (Numero Uno Articuno), per sconfiggerlo, Ash Ketchum schiererà il suo Charizard.
In Pokémon: Le origini l'allenatore Rosso cattura il Pokémon leggendario Articuno. Il Pokémon verrà utilizzato durante la cattura di Mewtwo.

### Manga
Nel manga Pokémon - La grande avventura Articuno viene catturato dal Team Rocket e affidato a Koga. Grazie a un esperimento dell'organizzazione viene fuso insieme a Zapdos e Moltres, ma gli attacchi combinati di Rosso, Blu e Verde sciolgono l'unione. In seguito il Pokémon viene catturato da Verde.